# Canadian Open 2013 - Qualificazioni singolare maschile
Le qualificazioni del singolare maschile del Canadian Open 2013 sono state un torneo di tennis preliminare per accedere alla fase finale della manifestazione. I vincitori dell'ultimo turno sono entrati di diritto nel tabellone principale. In caso di ritiro di uno o più giocatori aventi diritto a questi sono subentrati i lucky loser, ossia i giocatori che hanno perso nell'ultimo turno ma che avevano una classifica più alta rispetto agli altri partecipanti che avevano comunque perso nel turno finale.

## Teste di serie
1. Lu Yen-hsun (qualificato)
2. Adrian Mannarino (ultimo turno)
3. Łukasz Kubot (ultimo turno)
4. Albert Ramos Viñolas (primo turno)
5. Tobias Kamke (ultimo turno)
6. Alex Bogomolov Jr. (qualificato)
7. Marinko Matosevic (qualificato)

1. Lukáš Lacko (primo turno)
2. David Goffin (qualificato)
3. Ivo Karlović (ultimo turno)
4. Michael Russell (ultimo turno)
5. Jack Sock (ultimo turno)
6. Benjamin Becker (qualificato)
7. Denis Kudla (ultimo turno)

## Qualificati
1. Lu Yen-hsun
2. Benjamin Becker
3. Peter Polansky
4. Amir Weintraub

1. David Goffin
2. Alex Bogomolov Jr.
3. Marinko Matosevic

## Tabellone

### Legenda
| - Q = Qualificato - WC = Wild card - LL = Lucky loser | - ALT = Alternate - SE = Special Exempt - PR = Protected Ranking | - w/o = Walkover - r = Ritirato - d = Squalificato |

### Sezione 1
|  | Primo turno | Primo turno       | Primo turno       | Primo turno | Primo turno |  |  | Ultimo turno | Ultimo turno | Ultimo turno | Ultimo turno | Ultimo turno |  |
|  |             |                   |                   |             |             |  |  |              |              |              |              |              |  |
|  | 1           | Lu Yen-hsun       | Lu Yen-hsun       | 6           | 6           |  |  |              |              |              |              |              |  |
|  |             | Ričardas Berankis | Ričardas Berankis | 1           | 2           |  |  | 1            | Lu Yen-hsun  | Lu Yen-hsun  | 7            | 6            |  |
|  |             | Rajeev Ram        | Rajeev Ram        | 67          | 4           |  |  | 14           | Denis Kudla  | Denis Kudla  | 5            | 3            |  |
|  | 14          | Denis Kudla       | Denis Kudla       | 7           | 6           |  |  |              |              |              |              |              |  |

### Sezione 2
|  | Primo turno | Primo turno      | Primo turno      | Primo turno | Primo turno |  |  | Ultimo turno | Ultimo turno     | Ultimo turno | Ultimo turno | Ultimo turno |  |
|  |             |                  |                  |             |             |  |  |              |                  |              |              |              |  |
|  | 2           | Adrian Mannarino | Adrian Mannarino | 6           | 6           |  |  |              |                  |              |              |              |  |
|  |             | Matthew Ebden    | Matthew Ebden    | 2           | 0           |  |  | 2            | Adrian Mannarino | 6            | 65           | 5            |  |
|  |             | Chen Ti          | 6                | 4           | 3           |  |  | 13           | Benjamin Becker  | 3            | 7            | 7            |  |
|  | 13          | Benjamin Becker  | 1                | 6           | 6           |  |  |              |                  |              |              |              |  |

### Sezione 3
|  | Primo turno | Primo turno    | Primo turno    | Primo turno | Primo turno |  |  | Ultimo turno | Ultimo turno   | Ultimo turno   | Ultimo turno | Ultimo turno |  |
|  |             |                |                |             |             |  |  |              |                |                |              |              |  |
|  | 3           | Łukasz Kubot   | Łukasz Kubot   | 6           | 7           |  |  |              |                |                |              |              |  |
|  | WC          | Érik Chvojka   | Érik Chvojka   | 4           | 5           |  |  | 3            | Łukasz Kubot   | Łukasz Kubot   | 2            | 4            |  |
|  | WC          | Peter Polansky | Peter Polansky | 6           | 6           |  |  | WC           | Peter Polansky | Peter Polansky | 6            | 6            |  |
|  | 8           | Lukáš Lacko    | Lukáš Lacko    | 4           | 4           |  |  |              |                |                |              |              |  |

### Sezione 4
|  | Primo turno | Primo turno          | Primo turno        | Primo turno | Primo turno |  |  | Ultimo turno | Ultimo turno   | Ultimo turno   | Ultimo turno | Ultimo turno |  |
|  |             |                      |                    |             |             |  |  |              |                |                |              |              |  |
|  | 4           | Albert Ramos Viñolas | 4                  | 6           | 4           |  |  |              |                |                |              |              |  |
|  |             | Amir Weintraub       | 6                  | 3           | 6           |  |  |              | Amir Weintraub | Amir Weintraub | 7            | 7            |  |
|  |             | Tejmuraz Gabašvili   | Tejmuraz Gabašvili | 68          | 5           |  |  | 10           | Ivo Karlović   | Ivo Karlović   | 5            | 62           |  |
|  | 10          | Ivo Karlović         | Ivo Karlović       | 7           | 7           |  |  |              |                |                |              |              |  |

### Sezione 5
|  | Primo turno | Primo turno    | Primo turno   | Primo turno | Primo turno |  |  | Ultimo turno | Ultimo turno | Ultimo turno | Ultimo turno | Ultimo turno |  |
|  |             |                |               |             |             |  |  |              |              |              |              |              |  |
|  | 5           | Tobias Kamke   | Tobias Kamke  | 6           | 6           |  |  |              |              |              |              |              |  |
|  | WC          | Philip Bester  | Philip Bester | 2           | 2           |  |  | 5            | Tobias Kamke | Tobias Kamke | 4            | 5            |  |
|  |             | Illja Marčenko | 6             | 3           | 4           |  |  | 9            | David Goffin | David Goffin | 6            | 7            |  |
|  | 9           | David Goffin   | 4             | 6           | 6           |  |  |              |              |              |              |              |  |

### Sezione 6
|  | Primo turno | Primo turno        | Primo turno        | Primo turno | Primo turno |  |  | Ultimo turno | Ultimo turno       | Ultimo turno | Ultimo turno | Ultimo turno |  |
|  |             |                    |                    |             |             |  |  |              |                    |              |              |              |  |
|  | 6           | Alex Bogomolov Jr. | Alex Bogomolov Jr. | 6           | 6           |  |  |              |                    |              |              |              |  |
|  | WC          | Tommy Mylnikov     | Tommy Mylnikov     | 2           | 0           |  |  | 6            | Alex Bogomolov Jr. | 5            | 6            | 6            |  |
|  |             | Steven Diez        | Steven Diez        | 1           | 2           |  |  | 11           | Michael Russell    | 7            | 2            | 4            |  |
|  | 11          | Michael Russell    | Michael Russell    | 6           | 6           |  |  |              |                    |              |              |              |  |

### Sezione 7
|  | Primo turno | Primo turno       | Primo turno       | Primo turno | Primo turno |  |  | Ultimo turno | Ultimo turno      | Ultimo turno | Ultimo turno | Ultimo turno |  |
|  |             |                   |                   |             |             |  |  |              |                   |              |              |              |  |
|  | 7           | Marinko Matosevic | Marinko Matosevic | 6           | 7           |  |  |              |                   |              |              |              |  |
|  |             | Rik De Voest      | Rik De Voest      | 4           | 5           |  |  | 7            | Marinko Matosevic | 2            | 6            | 6            |  |
|  |             | Tim Smyczek       | 2                 | 6           | 3           |  |  | 12           | Jack Sock         | 6            | 4            | 3            |  |
|  | 12          | Jack Sock         | 6                 | 3           | 6           |  |  |              |                   |              |              |              |  |